# Rackovití

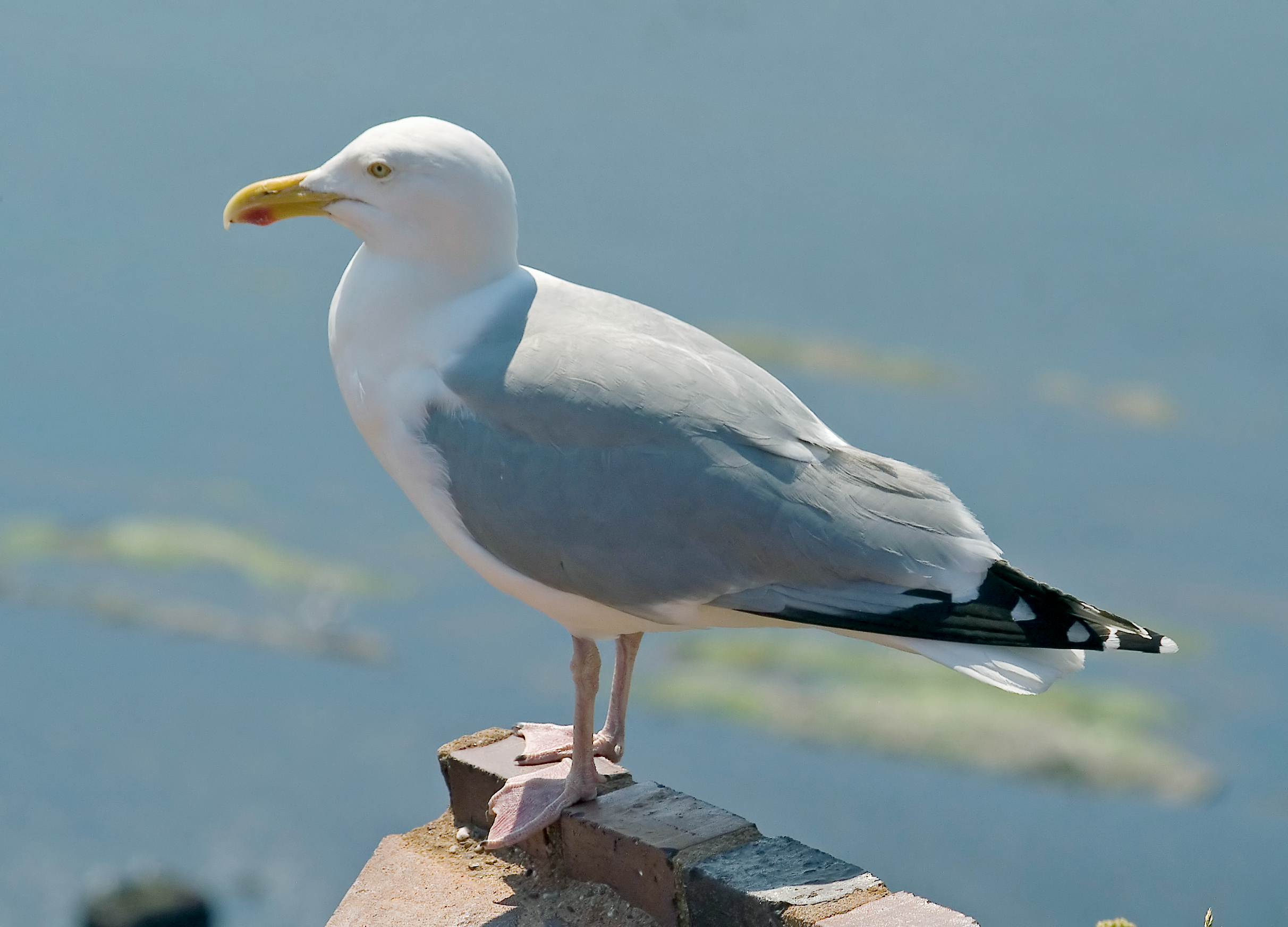
Racek stříbřitý (Larus argentatus)

Rackovití (Laridae) je čeleď mořských ptáků z řádu dlouhokřídlých, která v moderním pojetí zahrnuje nodyje, racky, rybáky a zobouny. Rackovití zahrnují přes 100 druhů.

## Charakteristika
Jde o cirkumpolárně rozšířené ptáky vázané většinou na vodní prostředí. U řady druhů došlo v posledních desetiletích k výraznému růstu populace a rozšíření areálu, nejčastěji způsobenému využitím zdrojů lidského původu (antropogenních) – skládky odpadků nebo odpady z rybářského průmyslu.

## Systematika
Taxonomie a fylogeneze racků je značně komplikovaná a stále dochází k novým objevům a rozdělení do rodů a druhů se často mění. Po klasických výzkumech, které byly zaměřeny na morfologii, se pozornost vědců přesunula na výzkumy s využitím mitochondriální a nejnověji jaderné DNA. Analýza jaderné DNA byla využita mj. při snaze rozluštit komplikované vztahy a fylogenezi tzv. „velkých bělohlavých racků“, tedy skupinu druhů racka stříbřitého (Larus argentatus).
Taxonomické hranice pojetí čeledi rackovitých se v průběhu let měnily. Zatímco jednu dobu byli rybáci, racci, chaluhy a zobouni umisťováni do samostatných čeledí, v opačném krajním případě byli zase všichni umisťováni do čeledi jedné. Moderní taxonomie uznává chaluhovité za samostatnou čeleď, a k rackovitým zařazuje i nodyje, rybák a zobouny. Řadí se do širšího kladu (podřádu) Racci (Lari) v rámci řádu dlouhokřídlých.

### Seznam druhů
K roku 2023 se k rackovitým řadilo přes 100 následujících druhů:
Nodyjové
- nody obecný (Anous stolidus)
- nody tenkozobý (Anous tenuirostris)
- nody bělotemenný (Anous minutus)
- nody šedý (Anous ceruleus)
- nody bělavý (Anous albivitta)
- nody bělostný (Gygis alba)

Zobouni
- zoboun americký (Rynchops niger)
- zoboun africký (Rynchops flavirostris)
- zoboun asijský (Rynchops albicollis)

Racci
- racek galapážský (Creagrus furcatus)
- racek tříprstý (Rissa tridactyla)
- racek krátkozobý (Rissa brevirostris)
- racek sněžní (Pagophila eburnea)
- racek Sabinův (Xema sabini)
- racek tenkozobý (Chroicocephalus genei)
- racek Bonapartův (Chroicocephalus philadelphia)
- racek australský (Chroicocephalus novaehollandiae)
- racek černozobý (Chroicocephalus bulleri)
- racek andský (Chroicocephalus serranus)
- racek hnědohlavý (Chroicocephalus brunnicephalus)
- racek patagonský (Chroicocephalus maculipennis)
- racek chechtavý (Chroicocephalus ridibundus)
- racek šedohlavý (Chroicocephalus cirrocephalus)
- racek kapský (Chroicocephalus hartlaubii)
- racek čínský (Chroicocephalus saundersi)
- racek malý (Hydrocoloeus minutus)
- racek růžový (Rhodostethia rosea)
- racek magellanský (Leucophaeus scoresbii)
- racek lávový (Leucophaeus fuliginosus)
- racek karibský (Leucophaeus atricilla)
- racek vnitrozemský (Leucophaeus pipixcan)
- racek tmavý (Leucophaeus modestus)
- racek reliktní (Ichthyaetus relictus)
- racek zelenonohý (Ichthyaetus audouinii)
- racek černohlavý (Ichthyaetus melanocephalus)
- racek velký (Ichthyaetus ichthyaetus)
- racek bělooký (Ichthyaetus leucophthalmus)
- racek arabský (Ichthyaetus hemprichii)
- racek velkozobý (Larus pacificus)
- racek pruhoocasý (Larus belcheri)
- racek argentinský (Larus atlanticus)
- racek japonský (Larus crassirostris)
- racek mexický (Larus heermanni)
- racek bouřní (Larus canus)
- Larus brachyrhynchus
- racek delawarský (Larus delawarensis)
- racek mormonský (Larus californicus)
- racek mořský (Larus marinus)
- racek jižní (Larus dominicanus)
- racek šedokřídlý (Larus glaucescens)
- racek západní (Larus occidentalis)
- racek kalifornský (Larus livens)
- racek šedý (Larus hyperboreus)
- racek polární (Larus glaucoides)
- racek stříbřitý (Larus argentatus)
- racek americký (Larus smithsonianus)
- racek východosibiřský (Larus vegae)
- racek bělohlavý (Larus cachinnans)
- racek středomořský (Larus michahellis)
- racek arménský (Larus armenicus)
- racek kamčatský (Larus schistisagus)
- racek žlutonohý (Larus fuscus)

Rybáci
- rybák černozobý (Gelochelidon nilotica)
- Gelochelidon macrotarsa
- rybák velkozobý (Hydroprogne caspia)
- rybák královský (Thalasseus maximus)
- rybák chocholatý (Thalasseus bergii)
- rybák oranžovozobý (Thalasseus bengalensis)
- rybák západoafrický (Thalasseus albididorsalis)
- rybák čínský (Thalasseus bernsteini)
- rybák severní (Thalasseus sandvicensis)
- rybák americký (Thalasseus acuflavidus)
- rybák západní (Thalasseus elegans)
- rybák malý (Sternula albifrons)
- rybák arabský (Sternula saundersi)
- rybák nejmenší (Sternula antillarum)
- rybák amazonský (Sternula superciliaris)
- rybák chilský (Sternula lorata)
- rybák australský (Sternula nereis)
- rybák damarský (Sternula balaenarum)
- rybák aleutský (Onychoprion aleuticus)
- rybák tichomořský (Onychoprion lunatus)
- rybák uzdičkový (Onychoprion anaethetus)
- rybák černohřbetý (Onychoprion fuscatus)
- rybák říční (Sterna aurantia)
- rybák rajský (Sterna dougallii)
- rybák běločelý (Sterna striata)
- rybák bělotemenný (Sterna sumatrana)
- rybák jihoamerický (Sterna hirundinacea)
- rybák obecný (Sterna hirundo)
- rybák bělolící (Sterna repressa)
- rybák dlouhoocasý (Sterna paradisaea)
- rybák jižní (Sterna vittata)
- rybák kerguelenský (Sterna virgata)
- rybák severoamerický (Sterna forsteri)
- rybák bělohlavý (Sterna trudeaui)
- rybák ostroocasý (Sterna acuticauda)
- rybák novozélandský (Chlidonias albostriatus)
- rybák bahenní (Chlidonias hybrida)
- rybák bělokřídlý (Chlidonias leucopterus)
- rybák černý (Chlidonias niger)
- rybák žlutozobý (Phaetusa simplex)
- rybák inka (Larosterna inca)